# 2002 en Égypte
Chronologie de l'Égypte
- 1998
- 1999
- 2000
- 2001
- 2002
- 2003
- 2004
- 2005
- 2006

Cet article présente les faits marquants de l'année 2002 en Égypte.

## Évènements
- 9 au 13 février : « Réunion interpays des partenaires et équipes nationales sur la mise en œuvre de meilleures pratiques en vue de l’amélioration de la santé génésique, Le Caire (Égypte) »[1].
- 20 février : une catastrophe féroviaire fait 366 morts près de la ville d’El Aiyatt[2].
- avril 2002 : un étudiant est tué lors d'une manifestation anti-américaine à Alexandrie[3].

## Sport

### Aviron
- Championnats d'Afrique d'aviron 2002

### Football
- Championnat d'Égypte de football 2001-2002

### Judo
- Championnats d'Afrique de judo 2002

### Lutte
- Championnats d'Afrique de lutte 2002

### Natation
- Championnats d'Afrique de natation 2002
- Championnats du monde de nage en eau libre 2002

### Pentathlon moderne
- Championnats d'Afrique de pentathlon moderne 2002

### Squash
- L'équipe d'Egypte universitaire bat l'équipe de France 3 à 0 en finale du Championnat du monde à Linz[4].
- Hurghada International 2002